# Bilzingsleben
Bilzingsleben – część gminy (Ortsteil) Kindelbrück w Niemczech, w kraju związkowym Turyngia, w powiecie Sömmerda. Do 31 grudnia 2018 jako samodzielna gmina wchodziła w skład wspólnoty administracyjnej Kindelbrück.